# ダンケルク (1964年の映画)
『ダンケルク』（フランス語: Week-end à Zuydcoote、イタリア語: Weekend a Zuydcoote - Spiaggia infuocata、英語: Weekend at Dunkirk）は、アンリ・ヴェルヌイユ監督、ジャン＝ポール・ベルモンド主演による1964年のドラマ映画。原作は、1949年のゴンクール賞を受賞したロベール・メルルの小説『ズイドコートの週末（Week-end à Zuydcoote）』。フランスでは、 3,154,140人の入場者を動員した。

## あらすじ
第二次世界大戦中、フランス人兵士ジュリアン・マーヤ（Julien Maillat）は、イギリス陸軍を撤退させるイギリス海軍の艦船に便乗しようとする。しかし、何とかしようとするのだが、彼と仲間は船に乗ることができない。戦闘は激しくなり、ドイツ軍はいよいよ迫ってくる。

## キャスト
| 役名               | 俳優                         | 日本語吹替        | 日本語吹替   | 日本語吹替 |
| 役名               | 俳優                         | TBS版             | フジテレビ版 | ？版       |
| ------------------ | ---------------------------- | ----------------- | ------------ | ---------- |
| ジュリアン・マーヤ | ジャン＝ポール・ベルモンド   | 前田昌明          | 前田昌明     | 山田康雄   |
| ジャンヌ           | カトリーヌ・スパーク         | 池田昌子          | 鈴木弘子     | 鈴木弘子   |
| ピノ               | ジョルジュ・ジェレ           | 雨森雅司          |              |            |
| ピアソン           | ジャン＝ピエール・マリエール | 富田耕生          |              |            |
| デリー             | ピエール・モンディ           | 和田文夫          |              |            |
| エレーヌ           | マリー・デュボア             |                   |              |            |
| 葬儀屋             | ピエール・ヴェルニエ         |                   |              |            |
| ヴィレル           | アルベール・レミー           |                   |              |            |
| ロビンソン         | ロナルド・ハワード           |                   |              |            |
| アレクサンドル     | フランソワ・ペリエ           | 大竹宏            |              |            |
| その他             | N/A                          | 神山卓三 石井敏郎 |              |            |

- TBS版：初回放送1969年11月3日『月曜ロードショー』
- フジテレビ版：初回放送1973年7月27日『ゴールデン洋画劇場』
  - 制作：オムニバスプロモーション[6]